# Pont gallo-romain (Sommerécourt)
Le Pont gallo-romain   est situé sur les communes de Sommerécourt et Outremécourt, dans le département de la Haute-Marne pour franchir le Mouzon.

## Protection
L'édifice est classé au titre des monuments historiques en 1932.

## Histoire
La voie reliant Trèves à Langres passe le Mouzon par ce pont à cinq arches ; il était aussi appelé le Pont-cinq-Parts.